# Reggie Lucas
Reginald Grant Lucas (New York, 25 februari 1953 – aldaar, 19 mei 2018) was een Amerikaanse gitarist, songwriter en producent. Lucas is vooral bekend, omdat hij het grootste deel van Madonna's titelloze debuutalbum uit 1983 heeft geproduceerd, zijn productiewerk met percussionist James Mtume en voor het spelen met de Miles Davis' electric band uit de eerste helft van de jaren 1970.

## Biografie
Lucas werd geboren op 25 februari 1953 in Flushing (Queens), New York. Hij ging naar de Bronx High School of Science, maar stopte om zich op zijn muziek te concentreren.
Lucas was vroeg in zijn carrière een r&b- en jazzgitarist, die begin jaren 1970 speelde met Billy Paul en vervolgens met Miles Davis van 1972 tot 1976. In de electric band van Davis (met Pete Cosey, Michael Henderson en Al Foster) ontmoette Lucas percussionist Mtume, die later zijn productiepartner zou worden. De twee voegden zich in 1976 bij de band van zangeres Roberta Flack en toerden enkele jaren met Andrew Baijnath. Na zijn periode als toerend jazzgitarist, verlegde Lucas zijn focus naar songwriting en productie, waar hij zowel bekendheid als lovende kritieken kreeg, aanvankelijk als onderdeel van een productieteam met percussionist James Mtume. De twee zouden later hits schrijven en produceren voor een aantal artiesten, waaronder Stephanie Mills, Phyllis Hyman, Lou Rawls, The Spinners en Roberta Flack.
Toen de jaren 1970 ten einde liepen, begon Lucas zelf materiaal te schrijven en te produceren. Naast zijn eigen instrumentale plaat Survival Themes  (1978) was Madonna's titelloze debuutalbum uit 1983 een van zijn eerste soloprojecten, inclusief het nummer Borderline. Lucas produceerde het grootste deel van het album, waarvan meer dan vijf miljoen exemplaren werden verkocht. Lucas werkte later alleen met Rebbie Jackson, Randy Crawford en The Four Tops. Magic van The Four Tops uit 1985 bevatte de singles Sexy Ways en Maybe Tomorrow, een duet tussen Levi Stubbs en Phyllis Hyman. Lucas was ook lid van de kortstondige groep Sunfire, die in 1982 één album uitbracht. Lucas produceerde hun single Young Free and Single. In 1986 richtte Lucas de opnamestudio Quantum Sound op in Jersey City. Bezoekers van de studio waren de Pet Shop Boys, Jodeci, Jeff Buckley en Sepultura.

## Overlijden
Reggie Lucas overleed in mei 2018 op 65-jarige leeftijd aan een hartziekte. De dochter van Lucas, Lisa Lucas, is uitvoerend directeur van de National Book Foundation. 

## Prijzen en onderscheidingen
In 1981 wonnen Lucas en James Mtume een Grammy Award voor beste r&b-song voor hun compositie Never Knew Love Like This Before, die werd uitgevoerd door Stephanie Mills.

## Discografie

### Als producent
- 1983: Madonna – Madonna – (Sire Records)
- 1985: Models – Out of Mind, Out of Sight – (Mushroom Records)
- 1985: The Four Tops – Magic – (Motown)
- 1986: Randy Crawford – Abstract Emotions – (Warner Bros. Records)
- 1986: Rebbie Jackson – Reaction – (Columbia Records)
- 1987: Bunny DeBarge – In Love – (Motown Records)
- 1987: John Adams – Strong – (A&M Records)
- 1987: Elisa Fiorillo – Elisa Fiorillo – (Chrysalis Records)
- 1988: The Weather Girls – The Weather Girls – (Columbia)
- 1993: Nick Scotti – Nick Scotti – (Reprise Records)

### Als producent met James Mtume
- 1979: Stephanie Mills – What Cha' Gonna Do with My Lovin' – (20th Century Records)
- 1979: Phyllis Hyman – You Know How to Love Me – (Arista Records)
- 1979: Rena Scott – Come On Inside – (Buddah)
- 1980: Stephanie Mills – Sweet Sensation – (20th Century)
- 1980: Gary Bartz – Bartz – (Arista)
- 1981: Stephanie Mills – Stephanie – (20th Century)
- 1981: Marc Sadane – One Way Love Affair (Warner Bros.])
- 1982: Stephanie Mills – Tantalizingly Hot – (Casablanca Records)
- 1982: Lou Rawls – Now Is The Time – (Epic)
- 1982: The Spinners – Can't Shake This Feelin'  – (Atlantic Records)
- 1982: Marc Sadane – Exciting (Warner Bros.)

### Als componist
- 1978: Roberta Flack en Donny Hathaway – The Closer I Get to You (geschreven door Reggie Lucas en James Mtume) (Atlantic)
- 1979: Phyllis Hyman – You Know How to Love Me
- 1979: Stephanie Mills – What 'Cha Gonna Do with My Lovin
- 1980: Roberta Flack en Donny Hathaway – Back Together Again
- 1980: Stephanie Mills – Never Knew Love Like This
- 1983: Madonna – Borderline en Physical Attraction

### Als leader
- 1976: Survival Themes (East Wind Records)
- 1982: Sunfire (Warner Bros.)

### Als sideman
Met Miles Davis
- 1972: On The Corner
- 1973: In Concert: Live at Philharmonic Hall
- 1973: The Complete Miles Davis at Montreux
- 1974: Dark Magus
- 1974: Get Up With It
- 1975: Agharta
- 1976: Pangaea
- 2007: The Complete On the Corner Sessions
- 2015: Miles Davis at Newport 1955-1975: The Bootleg Series Vol. 4 (Columbia Legacy)

Met Carlos Garnett
- 1974: Black Love (Muse)
- 1974: Journey to Enlightenment (Muse)
- 1975: Let This Melody Ring On (Muse)

met anderen
- 1973: Babatunde Olatunji,  Soul Makossa (Paramount)
- 1974: Norman Connors,  Slewfoot  (Buddah)
- 1975: Norman Connors,  Saturday Night Special  (Buddah)
- 1975: Lonnie Liston Smith – Visions of a New World – (Flying Dutchman)
- 1975: Urszula Dudziak – Urszula – (Arista)
- 1975: Gary Bartz – The Shadow Do – (Prestige Records)
- 1976: Aquarian Dream, arrangeur (Buddah)
- 1976: John Lee/Gerry Brown – Still Can’t Say Enough - (Blue Note Records)
- 1976: Masabumi Kikuchi – Wishes/Kochi (Inner City)
- 1976: Shunzoh Ohno - Bubbles (East Wind)
- 1977: Norman Connors,  Romantic Journey  (Buddah)
- 1977: Vitamin E – Sharing  – arrangeur - (Buddah)
- 1977: Flora Purim – Nothing Will Be As It Was… Tomorrow – (Warner Bros.)
- 1977: Roberta Flack – Blue Lights in the Basement - (Atlantic)
- 1977: James Mtume – Rebirth Cycle
- 1977: Zbigniew Seifert – Zbigniew Seifert (Capitol Records)
- 1979: Hubert Eaves – Esoteric Funk – (East Wind)
- 1980: Roberta Flack Featuring Donny Hathaway - (Atlantic)

- Bibsys: 6018805
- Biblioteca Nacional de España: XX910547
- Bibliothèque nationale de France: cb13936071q (data)
- Gemeinsame Normdatei: 134448812
- International Standard Name Identifier: 0000 0001 1665 6950
- Library of Congress Control Number: nr92001470
- MusicBrainz: 2733636e-cddf-4798-978c-2a210e4a64e8
- Système universitaire de documentation: 156626497
- Virtual International Authority File: 69119387
- WorldCat: E39PBJycJdGXDFtyy8JdQXwjYP